# Josef Socha
Josef Socha (28. června 1943 Rychmburk – 10. března 2024 Chrudim) byl římskokatolický kněz a dlouholetý generální vikář Královéhradecké diecéze.

## Život
Nejprve vystudoval kroměřížskou konzervatoř, obor housle, a působil tři roky v Moravské filharmonii Olomouc. Od roku 1968 studoval Cyrilometodějskou bohosloveckou fakultu v Litoměřicích a v roce 1973 byl kardinálem Tomáškem vysvěcen na kněze. Poté působil v duchovní správě na různých místech Královéhradecké diecéze, například jako farní vikář v Kutné Hoře a jako farář v Kácově (1977–1982).
Od roku 1985 žil v Hradci Králové, kde byl sekretářem kapitulního vikáře (resp. administrátora diecéze) Karla Jonáše.
Od roku 1990 byl ceremoniářem a sekretářem sídelního biskupa Karla Otčenáška.
V roce 1997 biskup Karel Otčenášek jmenoval Josefa Sochu generálním vikářem Královéhradecké diecéze a poté, od roku 2008, se o pravomoce generálního vikáře dělil s Tomášem Holubem.
Dne 28. září 2003 mu papež sv. Jan Pavel II. udělil čestný titul prelát Jeho Svatosti, se kterým se pojí označení Monsignore 2.stupně.
(Po reformě papeže Františka v roce 2013 se tento stupeň mimo Římskou kurii již neuděluje).
V roce 2011, po nástupu biskupa Jana Vokála byl opět jmenován generálním vikářem Královéhradecké diecéze, a to spolu s pomocným biskupem Josefem Kajnekem.
Byl také kanovníkem královéhradecké kapituly a s ohledem na své vzdělání a předchozí působení i vůdčí osobností hudebního dění Královéhradecké diecéze.
Funkci generálního vikáře vykonával do konce roku 2018.
Jeho jméno bylo uvedeno v seznamu spolupracovníků Státní bezpečnosti, podle vlastního vyjádření však vědomým spolupracovníkem nebyl a podle rozhodnutí soudu z roku 1994 byl ve zmíněném seznamu veden neoprávněně. Podle kritiků je rozhodnutí soudu nevěrohodné, protože Socha dosáhl zmíněného rozhodnutí svědectvím náčelníka církevní správy StB v Hradci Králové, Letochy.
Zemřel 10. března 2024 v nemocnici v Chrudimi, v léčebně dlouhodobě nemocných, ve věku 80 let.
Dne 19. března 2024 byl pohřben do hrobky Katedrální kapituly na hřbitově v Hradci Králové – Pouchově.